# Рем Колгас
Рем Ко́лгас ((17 листопада 1944 , Роттердам, Південна Голландія )) — нідерландський архітектор, теоретик деконструктивізму. 
Випускник Гарвардської школи дизайну. У 1975 році заснував архітектурне бюро ОМА, в якому починала свою кар'єру Захі Хадід.
Заслуги Колгаса в царині розвитку сучасної архітектури були належним чином оцінені — прітцкерівський лауреат 2000 року, володар Японської імператорської премії (2003) і Британської Золотої медалі (2004).

## Реалізовані проекти
Серед найзначніших утілених у життя проектів Рема Колгаса:
- Парк-де-ла-Вілетт, Париж (1982;,
- Роттердамський художній музей (1992);
- музей Гугенхайм-Ермітаж у Лас-Вегасі (2002);
- посольство Нідерландів у Берліні (2003);
- бутіки Прада в США (2003);
- Центральна публічна бібліотека (Сієтл)[en] (2004);
- Будинок музики в Порту (2005);
- Штаб-квартира CCTV (Центральне телебачення Китаю) (2008);
- виставка «Село, наше майбутнє» (Countryside, The Future), музей Гуггенхайма, Нью-Йорк (2019) [1].

## Галерея

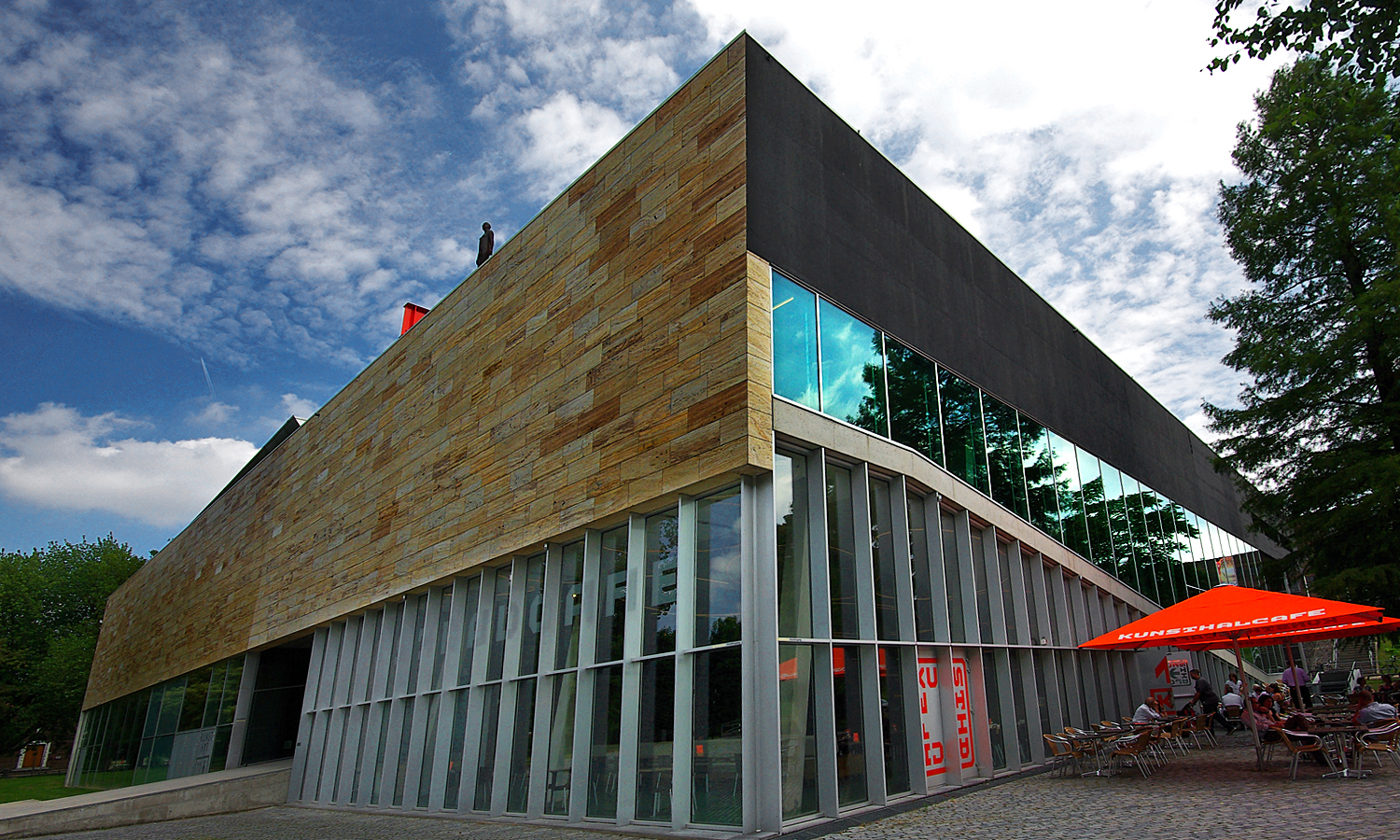
Кюнстгал
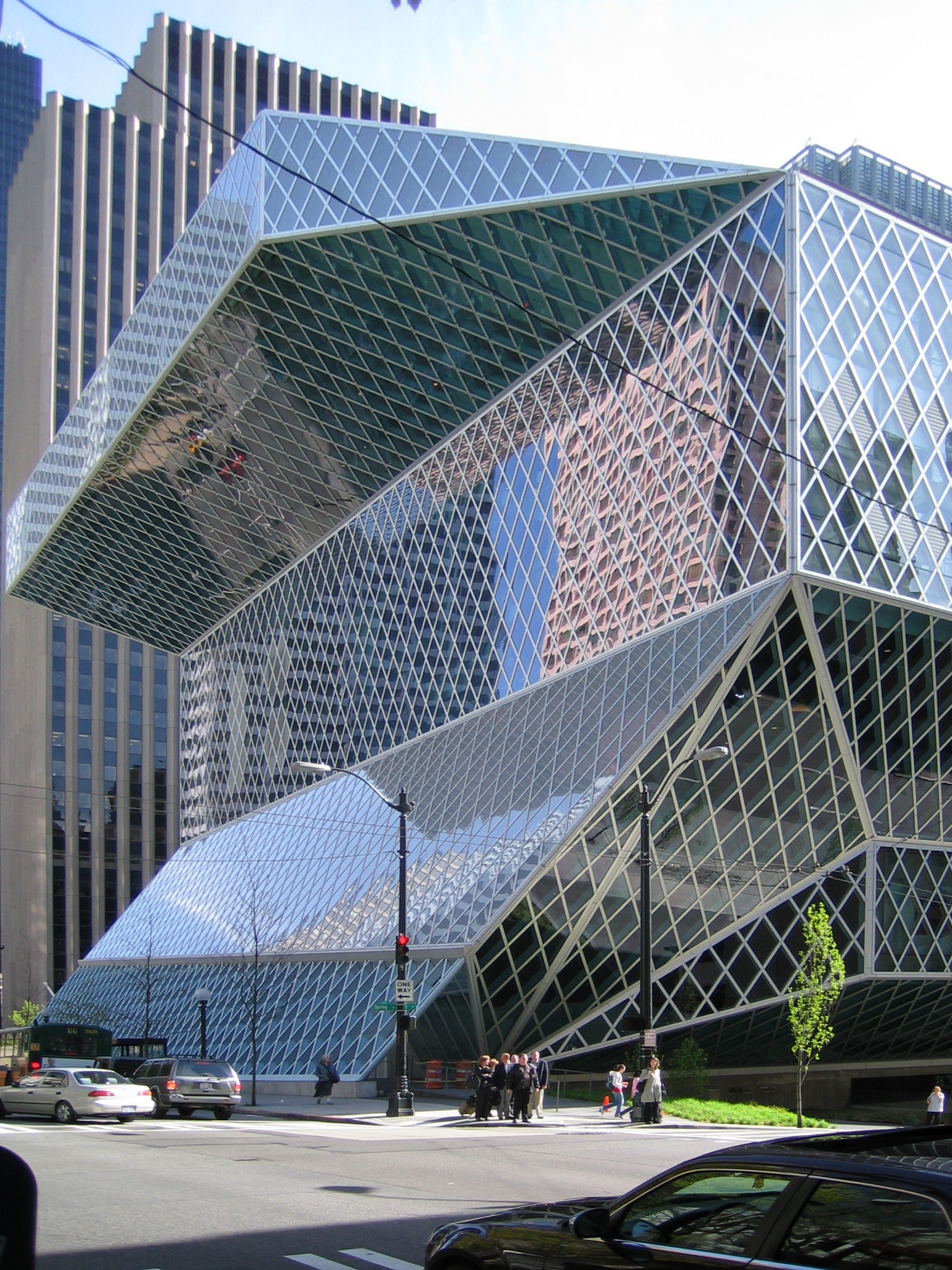
Центральна публічна бібліотека в Сієтлі
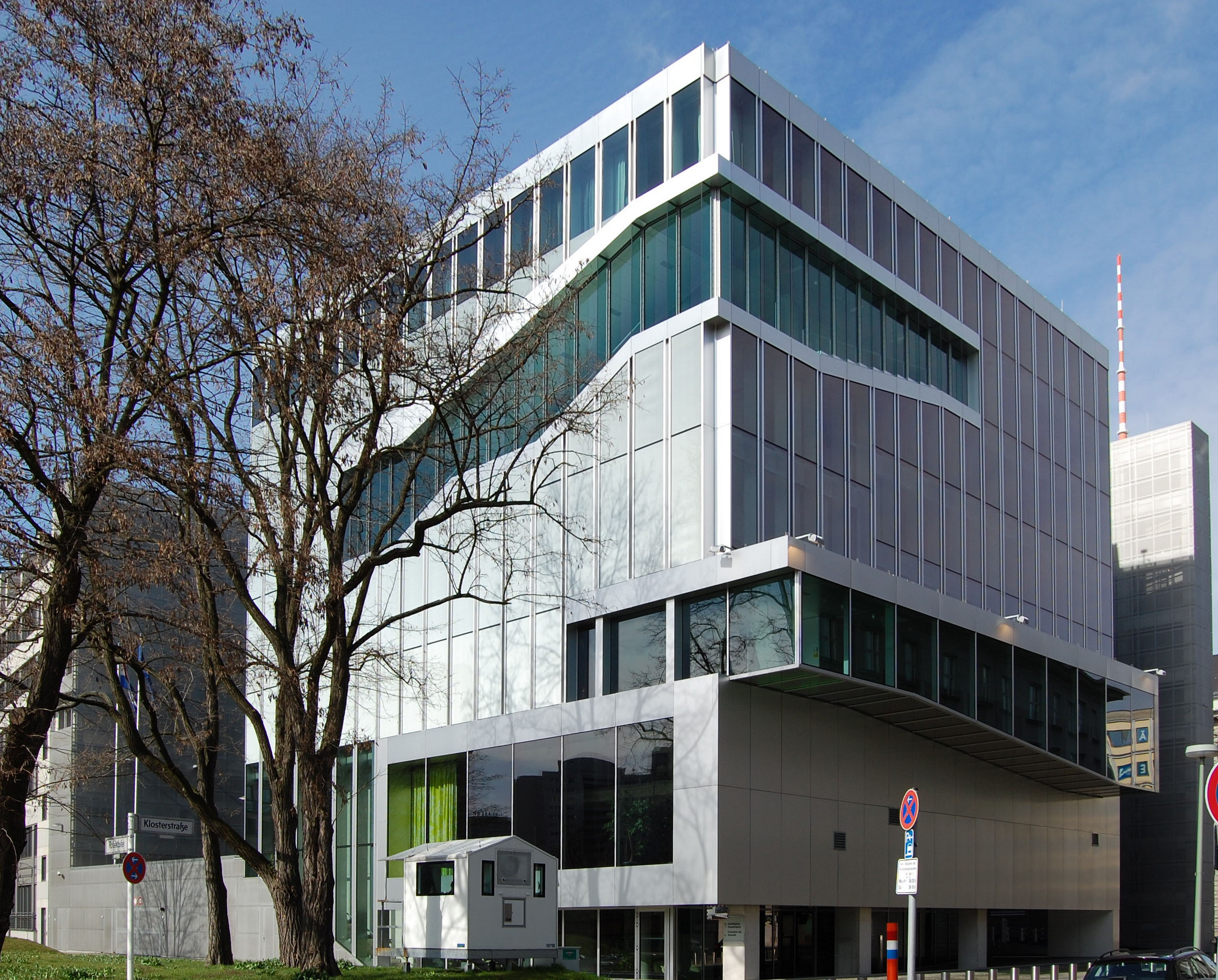
Посольство Нідерландів у Берліні (2003)
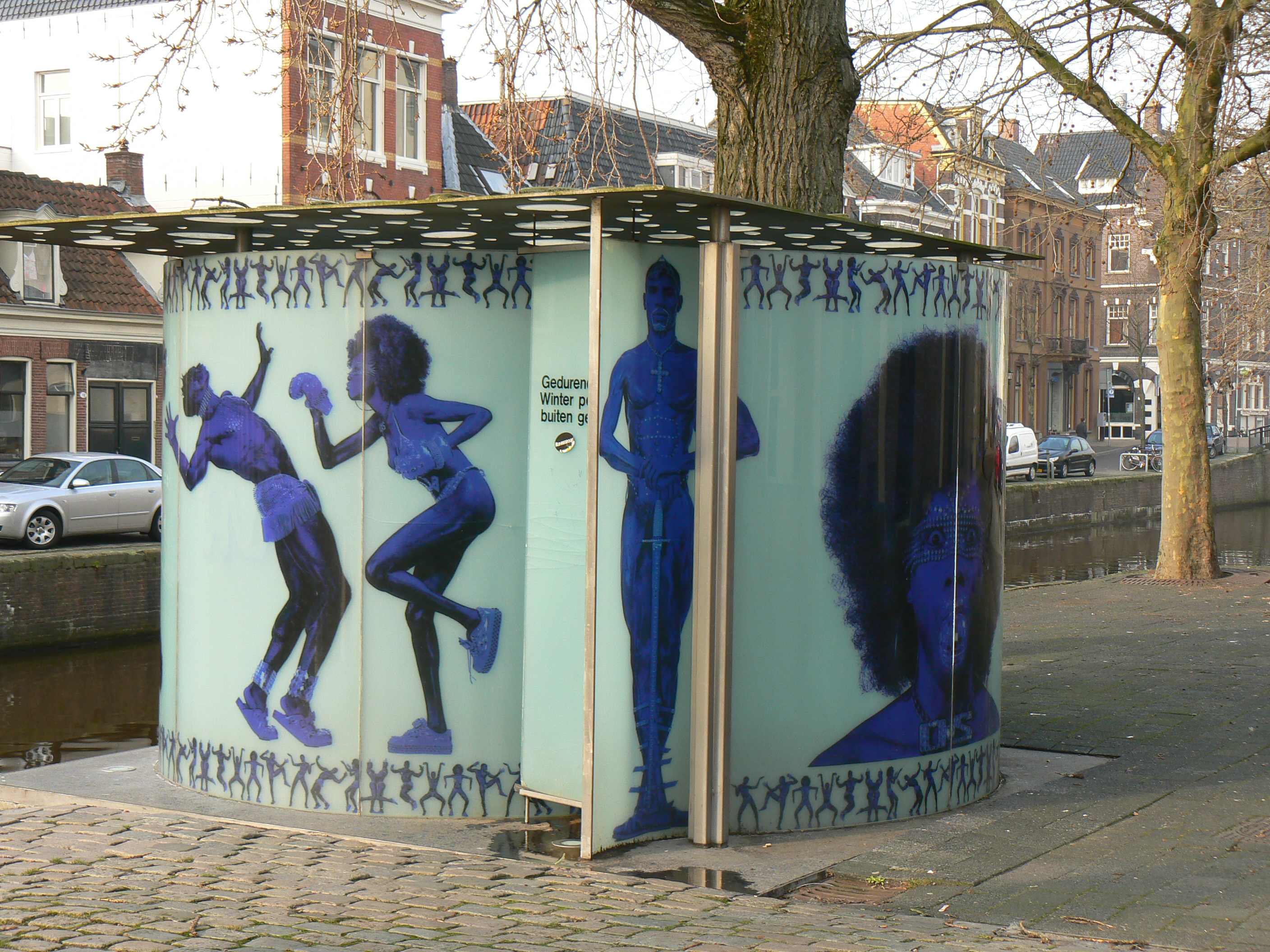
Вуличний туалет у Гронінгені